# Cerkiew św. Mikołaja Cudotwórcy w Czortkowie
Cerkiew św. Mikołaja Cudotwórcy (ukr. Церква святого Миколая Чудотворця) – niezachowana cerkiew greckokatolicka (Ukraińska Cerkiew Greckokatolicka) w Czortkowie (obwód tarnopolski).
Budowę drewnianej cerkwi zakończono w 1714 r. i w tymże roku ją konsekrowano. W 1801 roku świątynia spłonęła.